# Czysta Dębina
Czysta Dębina – wieś w Polsce położona w województwie lubelskim, w powiecie krasnostawskim, w gminie Gorzków. Leży nad rzeką Żółkiewką.
W latach 1975–1998 miejscowość administracyjnie należała do województwa zamojskiego.
Wieś stanowi sołectwo gminy Gorzków. Według Narodowego Spisu Powszechnego (III 2011 r.) wieś liczyła 151 mieszkańców.
W 2008 roku odbyły się obchody 80-lecia Ochotniczej Straży Pożarnej w Czystej Dębinie.
Miejsce urodzin Edwarda Gibalskiego ps. Franek bojowca Organizacji Bojowej PPS.
Wierni Kościoła rzymskokatolickiego należą do parafii św. Stanisława Biskupa i Męczennika w Gorzkowie.